# Nebahat Akkoç

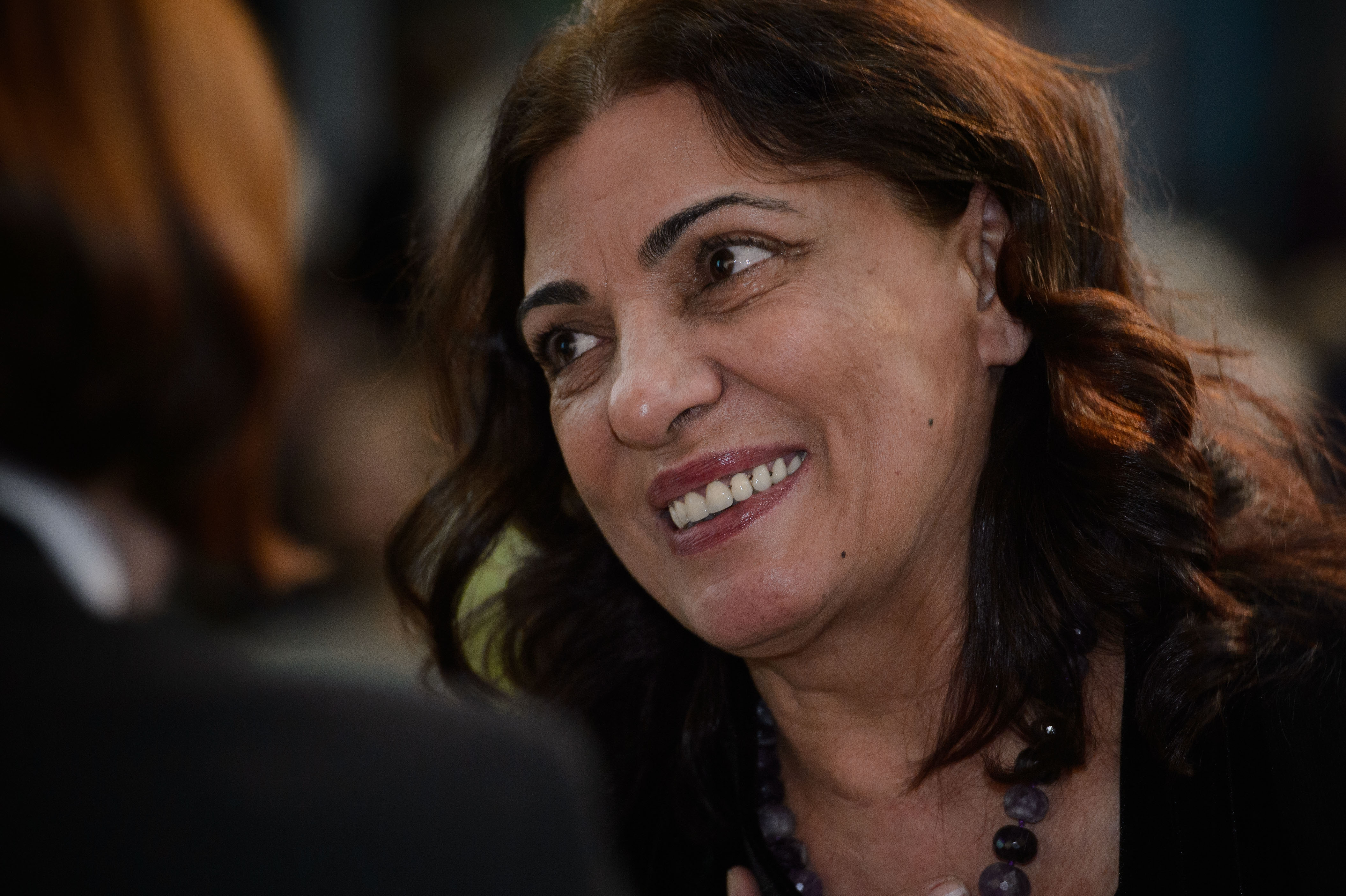
Nebahat Akkoc bei der Verleihung des Anne-Klein-Frauenpreises 2015

Nebahat Akkoç (* 1956 oder 1957 in Karlıova in der Provinz Bingöl) ist eine kurdische Lehrerin armenisch-alevitischer Abstammung mit türkischer Staatsangehörigkeit, die für die von ihr gegründete Frauenorganisation Kamer mehrfach ausgezeichnet und international bekannt wurde.

## Leben
Akkoç wurde in Mardin und in Manisa als Lehrerin ausgebildet und arbeitete von den 1970er bis zu den 1990er Jahren in verschiedenen Schulen. Sie wurde Mitglied im Lehrer-Verband Tüm Öğretmenler Birleşme ve Dayanışma Derneği (TÖB-DER), der nach dem Militärputsch 1980  verboten wurde. Ihr Ehemann Zübeyir Akkoç wurde im Gefängnis Diyarbakır inhaftiert, in dem Nebahat Akkoç erstmals mit kurdischen Analphabeten der Türkischen Sprache und deren Diskriminierung durch die Gefängnisaufseher konfrontiert wurde. 
Akkoç wurde während dieser Zeit selbst mehrfach verhaftet, durchlebte Folter und wurde sexuell missbraucht.
Nachdem 1990 die Gewerkschaften wieder legalisiert wurden, übernahm sie zwischen 1991 und 1993 in der regionalen Organisation der Gewerkschaft für Bildung und Bildungswerktätige Eğitim Sen den Vorsitz.
1993 wurde ihr Mann auf dem Weg zur Schule erschossen, worauf sie sich aus der Lehrertätigkeit zurückzog und der Menschenrechtsarbeit widmete. Sie wurde von 1994 bis 1996 in den Vorstand der İnsan Hakları Derneği gewählt. Im folgenden Jahr gründete Nebahat Akkoç ihre eigene Organisation, die Kamer.
Sie hat zwei Kinder, ihr Sohn ist Arzt, die Tochter Anwältin.

## Kamer
„Kamer“ ist ein Portmanteau-Wort aus Kadın und Merkezi, was zusammen „Frauenzentrum“ bedeutet. Die 1997 gegründete, zunächst nur lokal in Diyarbakir tätige, Organisation beschäftigt sich einerseits mit akuten Hilfeleistungen für Frauen, etwa im Falle häuslicher Gewalt, zugleich aber auch mit der grundsätzlichen Situation im Patriarchat. Besonders seitdem der Türkisch-kurdischen Konflikt an Intensität verloren hat (etwa ab 2010), konnte Kamer sich vergrößern und über den Südosten der Türkei ausbreiten. Aus der Nothilfe ist „Hilfe zur Selbsthilfe“ geworden, Frauen der Kamer gründen Unternehmen und eigene Projekte, zudem integrieren sie inzwischen auch Männer in den Diskurs:

„Es gibt bei uns jetzt auch eine Männergruppe, in der über neues Rollenverhalten diskutiert wird. Schließlich müssen sich vor allem die Männer ändern, damit die Gewalt in den Familien endlich aufhört.“

## Auszeichnungen(Auswahl)
- 2000: Ashoka-Fellowship
- 2004: Amnesty International Ginetta Sagan Award
- 2008: Social Entrepreneur of the Year der Türkei[4]
- 2015: Anne-Klein-Frauenpreis der Heinrich-Böll-Stiftung[1]
- 2021: Deutsch-Französischer Preis für Menschenrechte und Rechtsstaatlichkeit[5]